# 中村太地 (陸上選手)
中村 太地（なかむら だいち、1993年1月15日 - ）は、日本の元陸上競技選手。専門は砲丸投。茨城県笠間市出身。ミズノに所属していた。

## 経歴
小学3年生から相撲を始め、中学時代までは相撲道場に通い、全国大会出場経験もある。
茨城県立笠間高等学校に入学してから陸上競技を始め、在学時には円盤投、砲丸投、ハンマー投の投擲競技3種目を経験。2010年5月、県大会では投擲競技3種目全てで優勝を果たす。投擲種目の中でも円盤投で一番実績を残しており、全国大会では8月のインターハイ、10月の国民体育大会（少年男子A）の円盤投で二冠を達成する。同年はシンガポールユースオリンピックには円盤投の日本代表選手にも選ばれたが、世界の壁は厚く14人中12位に終わる。
国士舘大学進学後も砲丸投と円盤投を続け、大学では岡田雅次や青山利春の指導を受けた。大学では砲丸投の能力が成長し、2013年に関東インカレで優勝、2014年に日本インカレで2位になるなどの成績を残す。
大学卒業後、実業団で陸上競技を続けようとするも思うような就職先がなく、ミズノの正社員ではないが、ミズノから競技活動に必要な陸上商品のサポートや必要なマネジメントを受けられるクラブチーム・チームミズノアスレティックに所属した。当時は中学校の授業補助の仕事で生計を立てて競技を続けていた。
2018年、ゴールデングランプリ陸上2018大阪の砲丸投で、18m85の日本新記録（当時）を樹立し、4位に入賞した。
2018年8月1日からはミズノの正式な陸上部であるミズノトラッククラブに所属。
2022年11月、ミズノを通じて現役引退を発表した。引退後は教員、指導者の道を歩みたい旨を述べている。

## 選手としての特徴
日本では少数派の回転投法を駆使し、115kgの巨体を器用に使う繊細な投げが持ち味。回転投法に挑戦したのは大学進学後で、高校時代の円盤投の経験がプラスに働いたと中村は語っている。
大学時代から円盤投より砲丸投の成績の方が上回るようになり、卒業後は砲丸投をメイン種目としている。ただし、2018年時点では円盤投でも大会にエントリーしている。